# Puncturella longifissa
Puncturella longifissa är en snäckart som beskrevs av Dall 1914. Puncturella longifissa ingår i släktet Puncturella och familjen nyckelhålssnäckor. Inga underarter finns listade i Catalogue of Life.